# Гочев, Мирослав
Мирослав Гочев (болг. Мирослав Ангелов Гочев; род. 9 апреля 1973, Бургас) — болгарский борец вольного стиля, серебряный призёр чемпионата Европы 2001 года, бронзовый призёр чемпионата мира 1997 года, участник летних Олимпийских игр 2004 года в Афинах, спортивный судья. Выступал в средней (до 76 кг) и полутяжёлой (до 84 кг) весовых категориях. На Олимпиаде Гочев победил македонца Магомеда Ибрагимова, уступил южнокорейцу Мун Ый Джэ и занял итоговое 12-е место. Принимал участие в чемпионате мира по борьбе 2018 года в Будапеште и летних Олимпийских играх 2016 года в Рио-де-Жанейро в качестве судьи.